# Nik Gjeloshaj
Nik Gjeloshaj (ur. 12 listopada 1979 w Titogradzie) – czarnogórski polityk i przedsiębiorca narodowości albańskiej, wicepremier oraz minister rozwoju gospodarczego w rządzie Milojko Spajicia.

## Życiorys
Ukończył szkołę podstawową oraz średnią w Tuzi i odbył studia pedagogiczne na Uniwersytecie w Prisztinie, następnie pracował przez trzy lata jako nauczyciel w Tuzi. W 2000 roku założył w Tuzi kafejkę internetową będącą jednocześnie pierwszym tego typu przedsięwzięciem na terenie Czarnogóry.
Objął funkcję przewodniczącego Albańskiej Alternatywy. Zaangażował się także w działalność w samorządzie; był radnym Tuzi oraz Podgoricy, w 2019 roku został burmistrzem gminy Tuzi i piastował ten urząd do 2023 roku. Zasiadł w Zgromadzeniu Czarnogóry, a w rządzie premiera Milojko Spajicia objął funkcję wicepremiera oraz ministra rozwoju gospodarczego.

## Życie prywatne
Żonaty, ma czworo dzieci.